# Olympische Sommerspiele 2020/Leichtathletik – 110 m Hürden (Männer)
Der 110-Meter-Hürdenlauf der Männer bei den Olympischen Spielen 2020 in Tokio fand vom 3. bis 5. August 2021 im neuerbauten Nationalstadion statt.
Überraschender Olympiasieger wurde der Jamaikaner Hansle Parchment. Silber gewann der US-Amerikaner Grant Holloway, Bronze ging an den Jamaikaner Ronald Levy.

## Aktuelle Titelträger
| Olympiasieger                         | Omar McLeod ( Jamaika)                | 13,05 s | Rio de Janeiro 2016 |
| Weltmeister                           | Grant Holloway ( USA)                 | 13,10 s | Doha 2019           |
| Europameister                         | Pascal Martinot-Lagarde ( Frankreich) | 13,16 s | Berlin 2018         |
| Nord-/Zentralamerika-/Karibik-Meister | Hansle Parchment ( Jamaika)           | 13,28 s | Toronto 2018        |
| Südamerika-Meister                    | Gabriel Constantino ( Brasilien)      | 13,54 s | Lima 2019           |
| Asienmeister                          | Xie Wenjun ( China)                   | 13,21 s | Doha 2019           |
| Afrikameister                         | Antonio Alkana ( Südafrika)           | 13,51 s | Asaba 2018          |
| Ozeanienmeister                       | Nicholas Hough ( Australien)          | 13,77 s | Townsville 2019     |

## Bestehende Rekorde
| Weltrekord         | Aries Merritt ( USA) | 12,80 s | Brüssel, Belgien                 | 7. September 2012 |
| Olympischer Rekord | Aries Merritt ( USA) | 12,92 s | Finale OS London, Großbritannien | 8. August 2012    |

Der bestehende Olympiarekord wurde bei diesen Spielen nicht erreicht. Im schnellsten Rennen, dem dritten Vorlauf am 3. August, verfehlte der spätere Olympiazweite Grant Holloway aus den Vereinigten Staaten mit seinen 13,02 s diesen Rekord bei einem Gegenwind von 0,1 m/s um genau eine Zehntelsekunden. Zum Weltrekord fehlten ihm 22 Hundertstelsekunden.

## Vorrunde
Die Vorrunde wurde in fünf Läufen durchgeführt. Für das Halbfinale qualifizierten sich pro Lauf die ersten vier Athleten (hellblau unterlegt). Darüber hinaus kamen die vier Zeitschnellsten, die sogenannten Lucky Loser (hellgrün unterlegt), weiter.

### Lauf 1

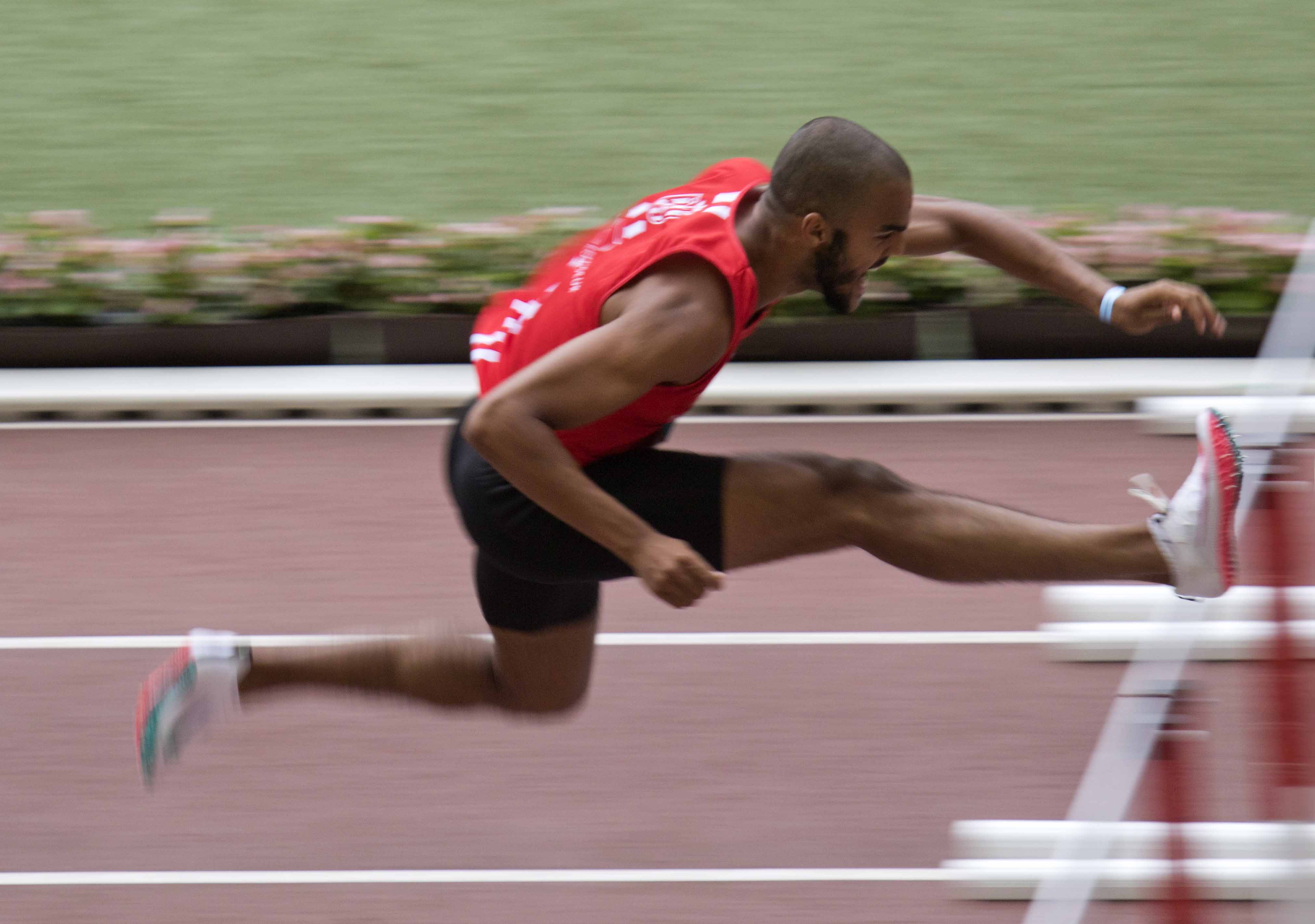
Michael Obasuyi – ausgeschieden als Sechster des ersten Vorlaufs
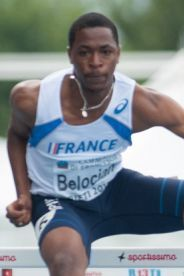
Wilhem Belocian – im ersten Vorlauf disqualifiziert

3. August 2021, 19:10 Uhr (12:10 Uhr MESZ)
Wind: ±0,0 m/s
| Platz | Name                 | Nation         | Zeit (s)                                       | Anmerkung                                      |
| ----- | -------------------- | -------------- | ---------------------------------------------- | ---------------------------------------------- |
| 1     | Ronald Levy          | Jamaika        | 13,17                                          |                                                |
| 2     | Jason Joseph         | Schweiz        | 13,31                                          | SB                                             |
| 3     | Valdó Szűcs          | Ungarn         | 13,50                                          |                                                |
| 4     | Andrew Pozzi         | Großbritannien | 13,50                                          |                                                |
| 5     | Gabriel Constantino  | Brasilien      | 13,55                                          |                                                |
| 6     | Michael Obasuyi      | Belgien        | 13,65                                          |                                                |
| 7     | Louis François Mendy | Senegal        | 13,84                                          | SB                                             |
| DSQ   | Wilhem Belocian      | Frankreich     | IWR 168, TR22.6.2 – Regelwidriges Hürdenreißen | IWR 168, TR22.6.2 – Regelwidriges Hürdenreißen |

### Lauf 2

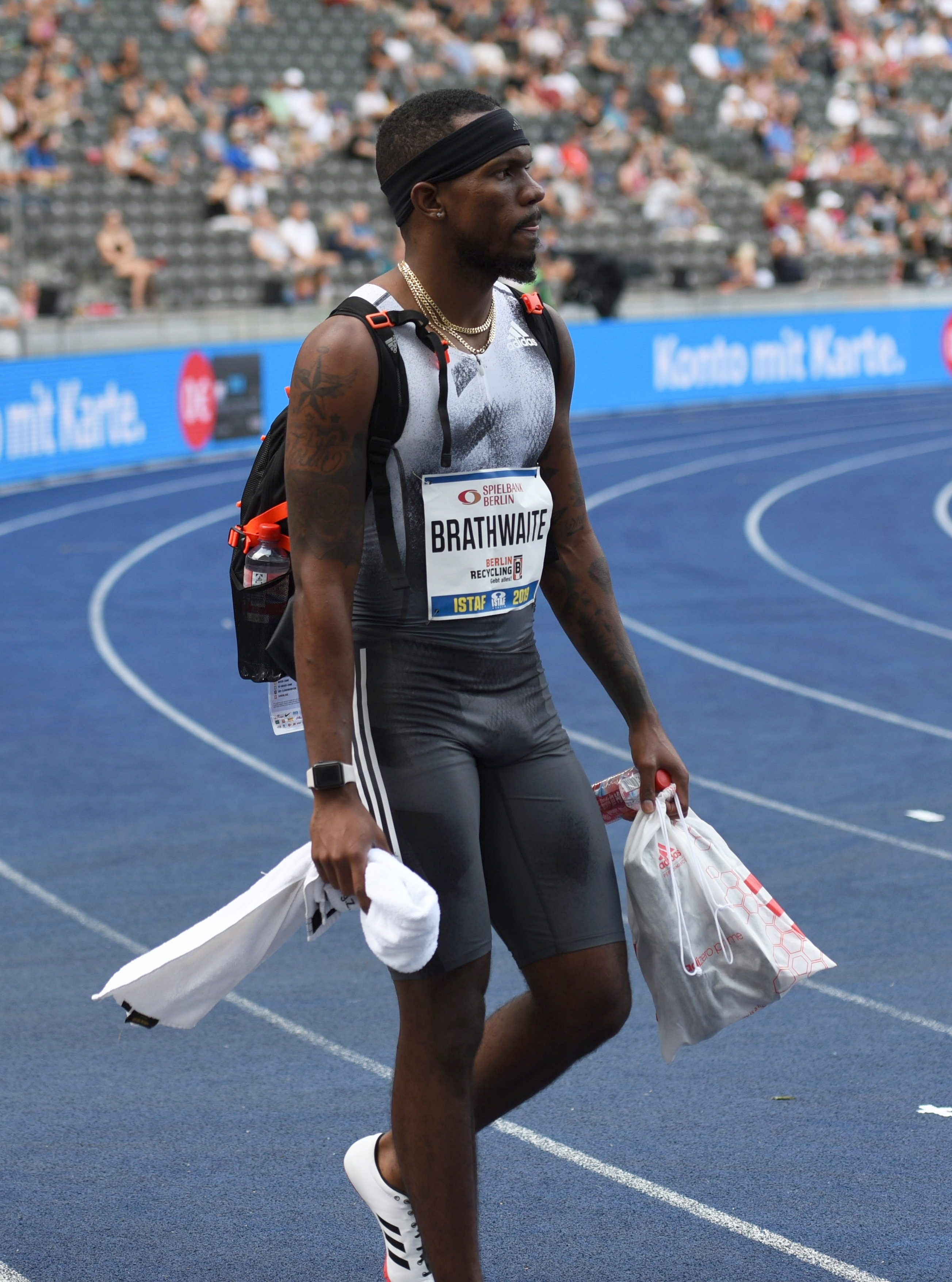
Shane Brathwaite – ausgeschieden als Sechster des zweiten Vorlaufs

3. August 2021, 19:18 Uhr (12:18 Uhr MESZ)
Wind: −0,1 m/s
| Platz | Name                    | Nation   | Zeit (s) | Anmerkung |
| ----- | ----------------------- | -------- | -------- | --------- |
| 1     | Asier Martínez          | Spanien  | 13,32    |           |
| 2     | Daniel Roberts          | USA      | 13,41    |           |
| 3     | Damion Thomas           | Jamaika  | 13,54    |           |
| 4     | Milan Traikovits        | Zypern   | 13,59    | SB        |
| 5     | Witalij Parachonka      | Belarus  | 13,61    |           |
| 6     | Shane Brathwaite        | Barbados | 13,64    |           |
| 7     | Yaqoub Mohamed al-Youha | Kuwait   | 13,69    | SB        |
| 8     | Hassane Fofana          | Italien  | 13,70    |           |

Weitere im zweiten Vorlauf ausgeschiedene Hürdensprinter:

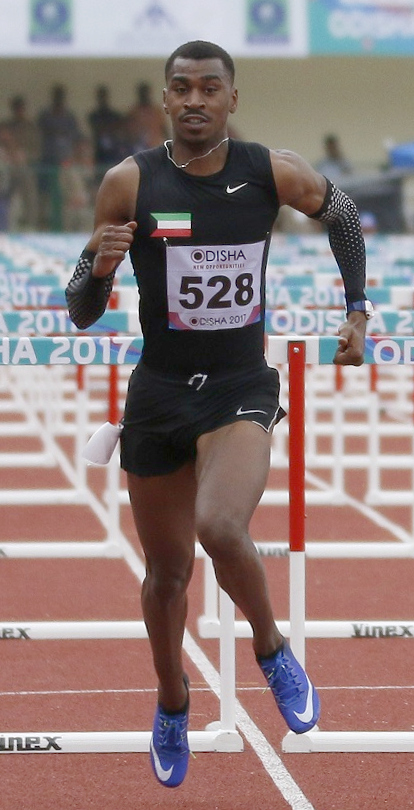
Yaqoub Mohamed al-Youha – Rang sieben
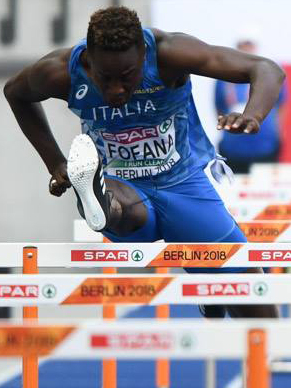
Hassane Fofana – Rang acht

### Lauf 3

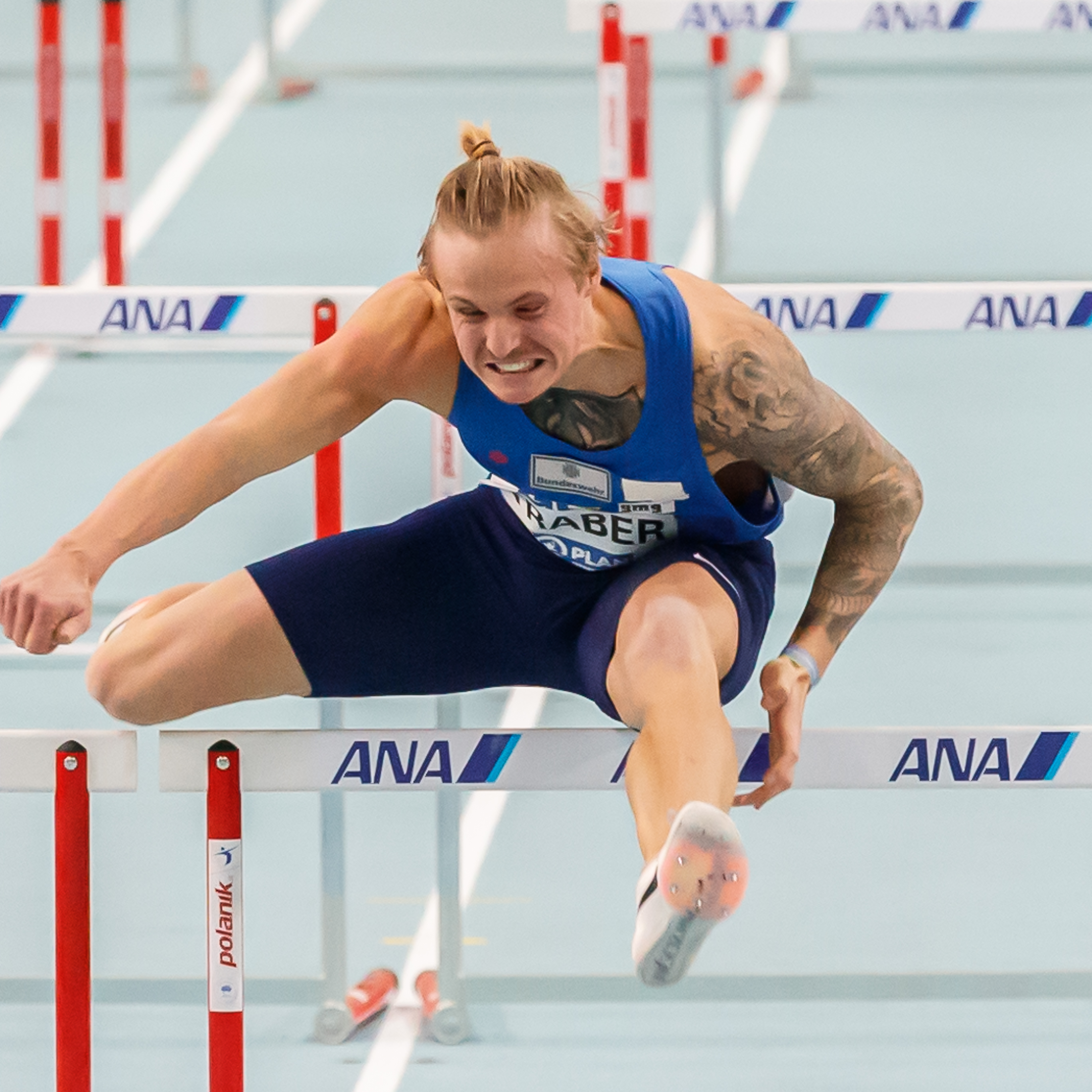
Gregor Traber – ausgeschieden als Fünfter des dritten Vorlaufs
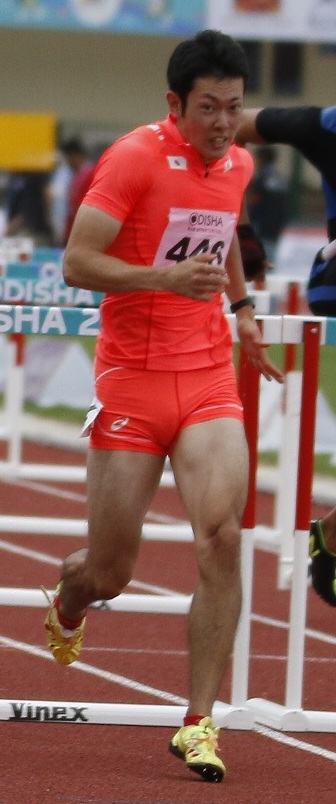
Shunya Takayama – ausgeschieden als Sechster des dritten Vorlaufs

3. August 2021, 19:26 Uhr (12:26 Uhr MESZ)
Wind: −0,1 m/s
| Platz | Name                              | Nation      | Zeit (s) | Anmerkung |
| ----- | --------------------------------- | ----------- | -------- | --------- |
| 1     | Grant Holloway                    | USA         | 13,02    |           |
| 2     | Hansle Parchment                  | Jamaika     | 13,23    |           |
| 3     | Nicholas Hough                    | Australien  | 13,57    |           |
| 4     | Damian Czykier                    | Polen       | 13,61    |           |
| 5     | Gregor Traber                     | Deutschland | 13,65    |           |
| 6     | Shunya Takayama                   | Japan       | 13,98    |           |
| 7     | Jérémie Lararaudeuse              | Mauritius   | 14,03    | PB        |
| 8     | Fadane Hamadi                     | Komoren     | 14,99    |           |
| DNS   | Sergei Wladimirowitsch Schubenkow | ROC         |          |           |

### Lauf 4
3. August 2021, 19:34 Uhr (12:34 Uhr MESZ)
Wind: −0,2 m/s
| Platz | Name                    | Nation                       | Zeit (s) | Anmerkung |
| ----- | ----------------------- | ---------------------------- | -------- | --------- |
| 1     | Aurel Manga             | Frankreich                   | 13,24    | PB        |
| 2     | Shunsuke Izumiya        | Japan                        | 13,28    |           |
| 3     | Rafael Henrique Pereira | Brasilien                    | 13,46    |           |
| 4     | Xie Wenjun              | Volksrepublik China          | 13,51    |           |
| 5     | Chen Kuei-ru            | Chinesisch Taipeh            | 13,53    | SB        |
| 6     | David King              | Großbritannien               | 13,55    |           |
| 7     | Eddie Lovett            | Amerikanische Jungferninseln | 14,17    | SB        |
| 8     | Chan Chung Wang         | Hongkong                     | 14,23    |           |
| DNS   | Orlando Ortega          | Spanien                      |          |           |

### Lauf 5

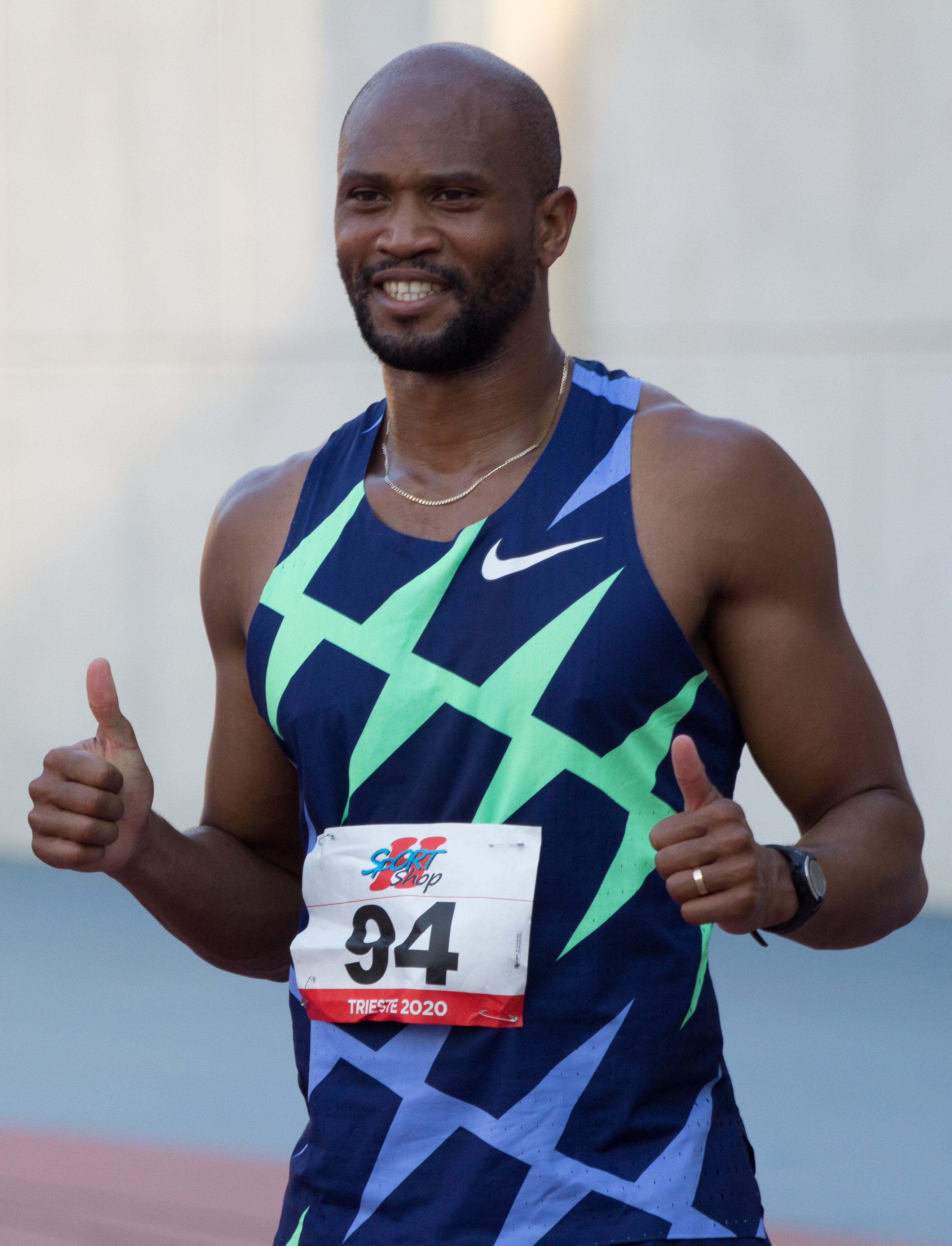
Antonio Alkana – ausgeschieden als Sechster des fünften Vorlaufs
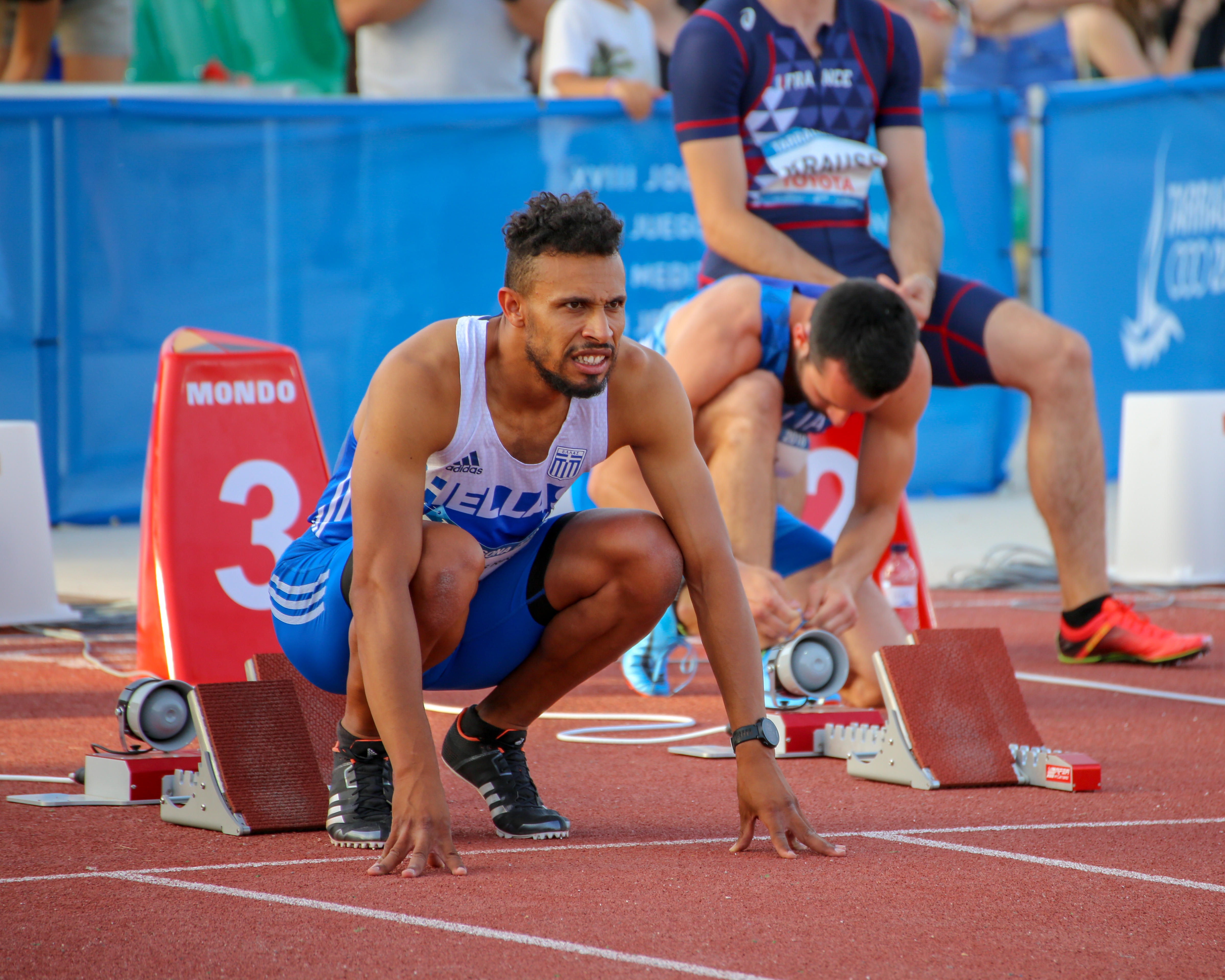
Konstandinos Douvalidis – ausgeschieden als Siebter des fünften Vorlaufs

3. August 2021, 19:42 Uhr (12:42 Uhr MESZ)
Wind: −0,1 m/s
| Platz | Name                    | Nation       | Zeit (s) | Anmerkung |
| ----- | ----------------------- | ------------ | -------- | --------- |
| 1     | Devon Allen             | USA          | 13,21    |           |
| 2     | Pascal Martinot-Lagarde | Frankreich   | 13,37    | SB        |
| 3     | Taiō Kanai              | Japan        | 13,41    |           |
| 4     | Paolo Dal Molin         | Italien      | 13,44    |           |
| 5     | Elmo Lakka              | Finnland     | 13,48    |           |
| 6     | Antonio Alkana          | Südafrika    | 13,55    | SB        |
| 7     | Konstandinos Douvalidis | Griechenland | 13,63    | SB        |
| 8     | Eduardo de Deus         | Brasilien    | 13,78    |           |

## Halbfinale
Das Halbfinale umfasste drei Läufe. Für das Finale qualifizierten sich pro Lauf die ersten beiden Athleten (hellblau unterlegt). Darüber hinaus kamen die zwei Zeitschnellsten, die sogenannten Lucky Loser (hellgrün unterlegt), weiter.

### Lauf 1

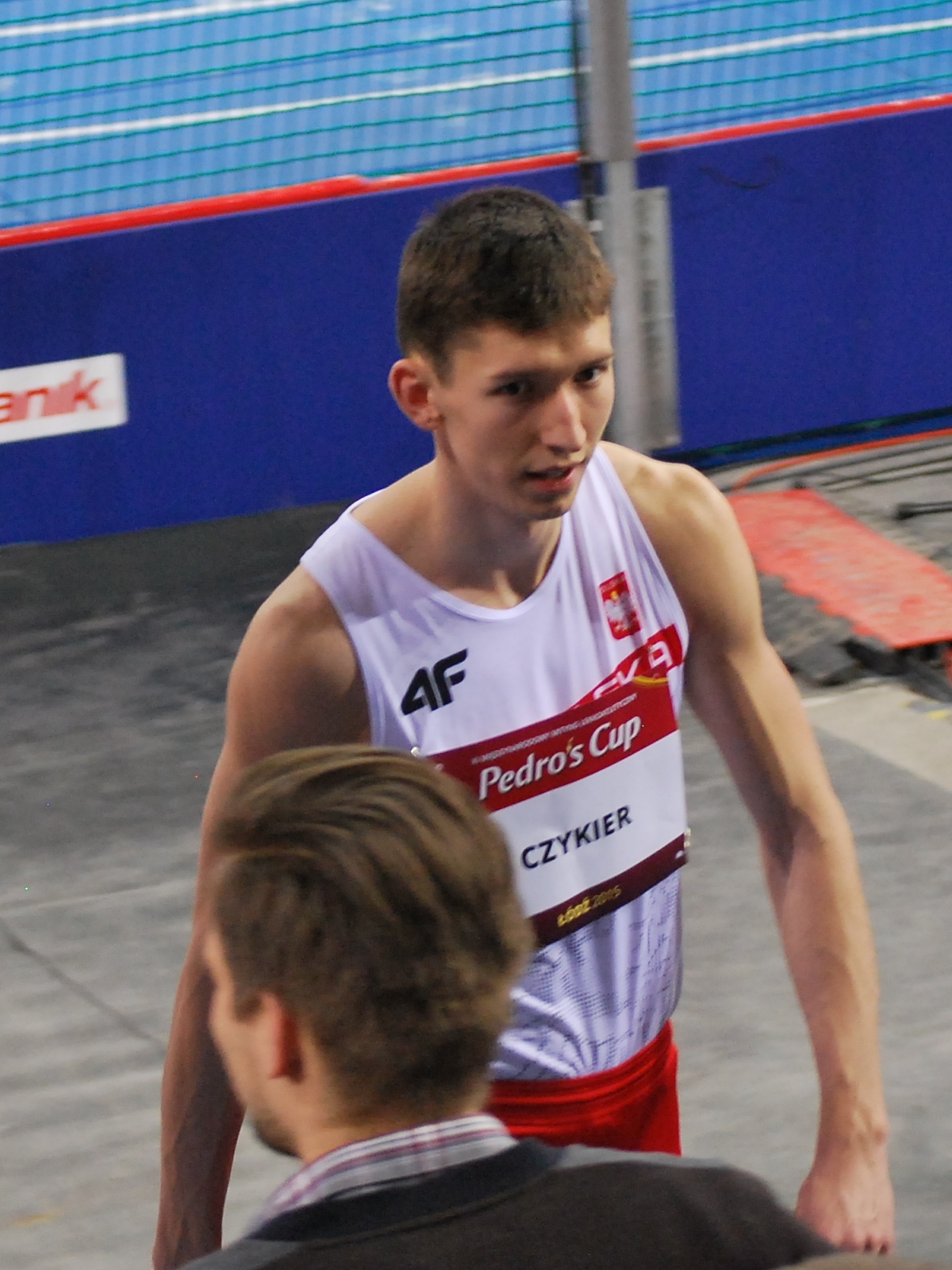
Damian Czykier – ausgeschieden als Sechster des ersten Halbfinals
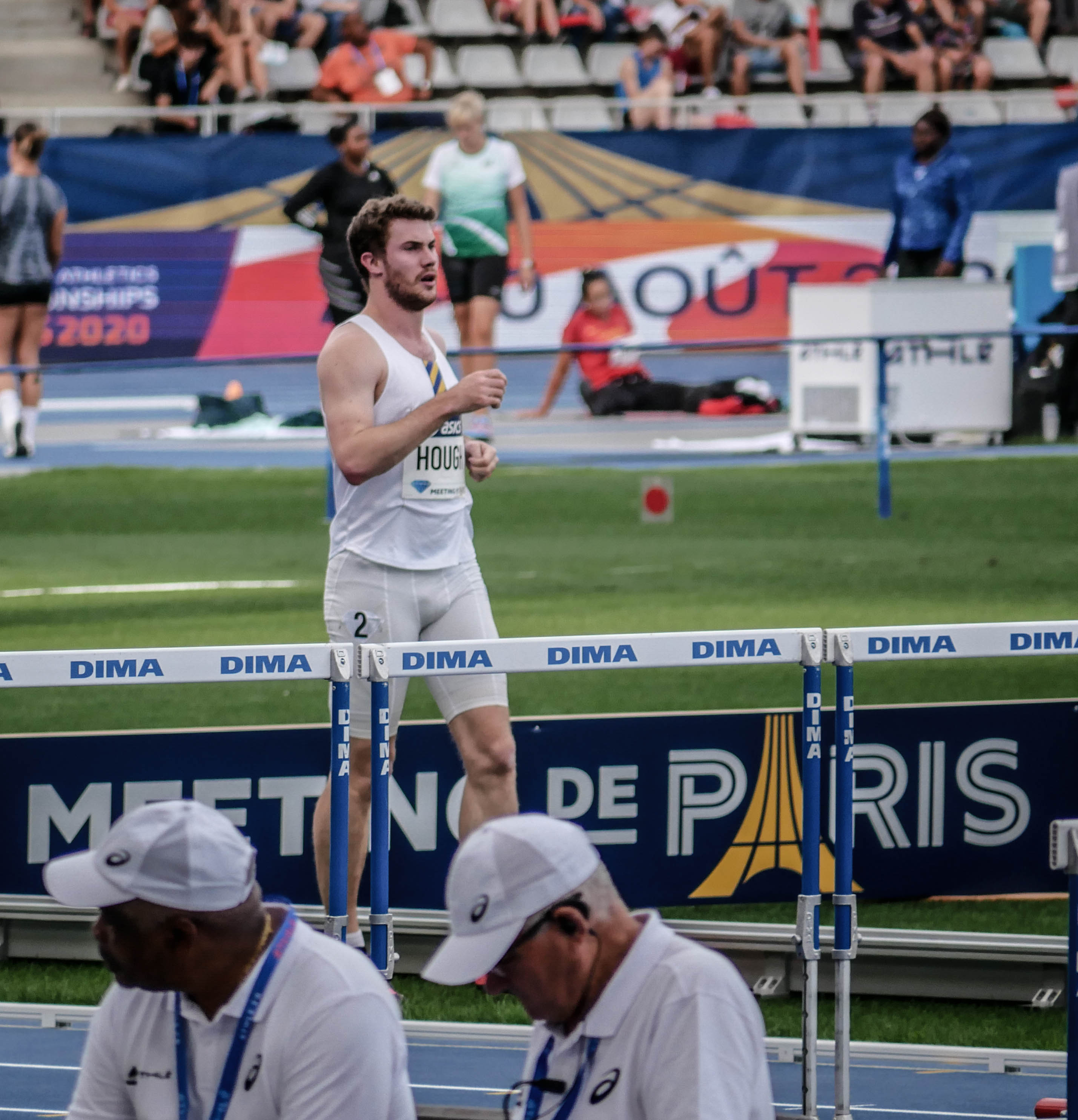
Nicholas Hough – ausgeschieden als Siebter des ersten Halbfinals

4. August 2021, 11:00 Uhr (04:00 Uhr MESZ)
Wind: +0,3 m/s
| Platz | Name                    | Nation         | Zeit (s) | Anmerkung |
| ----- | ----------------------- | -------------- | -------- | --------- |
| 1     | Ronald Levy             | Jamaika        | 13,23    |           |
| 2     | Pascal Martinot-Lagarde | Frankreich     | 13,25    | SB        |
| 3     | Asier Martínez          | Spanien        | 13,27    | PB        |
| 4     | Andrew Pozzi            | Großbritannien | 13,32    |           |
| 5     | Daniel Roberts          | USA            | 13,33    |           |
| 6     | Damian Czykier          | Polen          | 13,63    |           |
| 7     | Nicholas Hough          | Australien     | 13,88    |           |
| 8     | Gabriel Constantino     | Brasilien      | 13,89    |           |

### Lauf 2

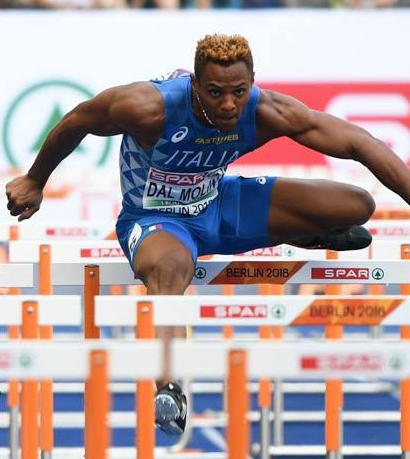
Paolo Dal Molin – ausgeschieden als Vierter des zweiten Halbfinals
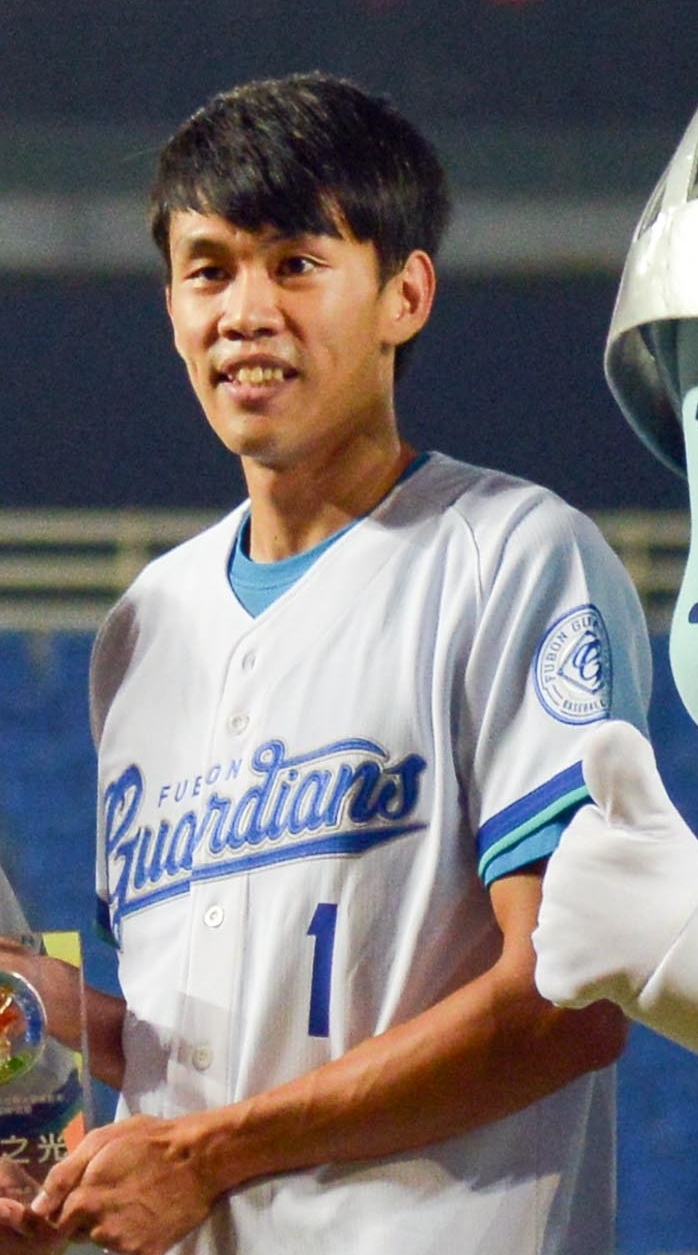
Chen Kuei-ru – ausgeschieden als Sechster des zweiten Halbfinals
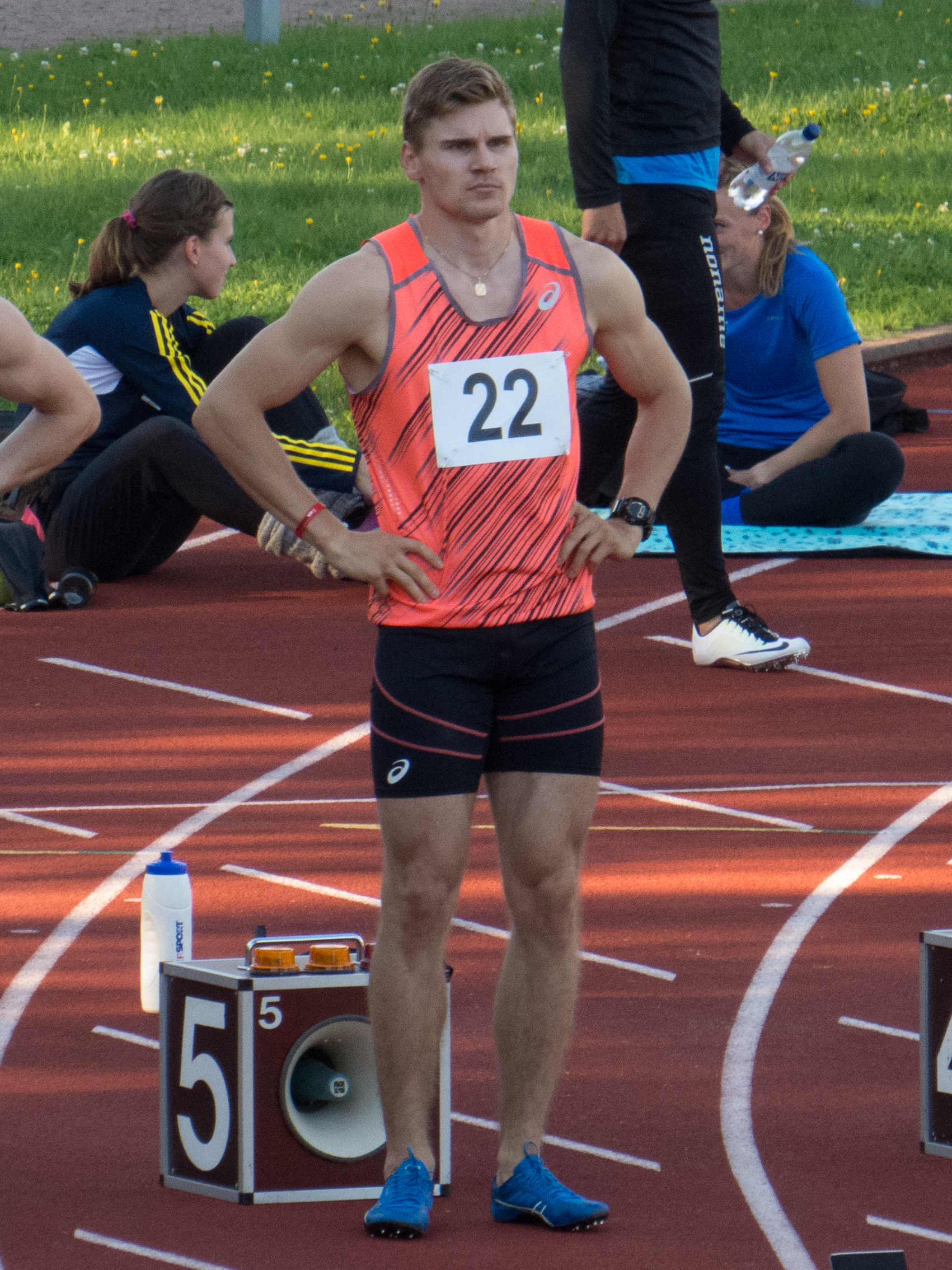
Elmo Lakka – ausgeschieden als Siebter des zweiten Halbfinals

4. August 2021, 11:08 Uhr (04:08 Uhr MESZ)
Wind: +0,1 m/s
| Platz | Name            | Nation            | Zeit (s) | Anmerkung |
| ----- | --------------- | ----------------- | -------- | --------- |
| 1     | Devon Allen     | USA               | 13,18    |           |
| 2     | Aurel Manga     | Frankreich        | 13,24    | PB        |
| 3     | Damion Thomas   | Jamaika           | 13,39    |           |
| 4     | Paolo Dal Molin | Italien           | 13,40    |           |
| 5     | Jason Joseph    | Schweiz           | 13,46    |           |
| 6     | Chen Kuei-ru    | Chinesisch Taipeh | 13,57    |           |
| 7     | Elmo Lakka      | Finnland          | 13,67    |           |
| 8     | Taiō Kanai      | Japan             | 26,11    |           |

### Lauf 3

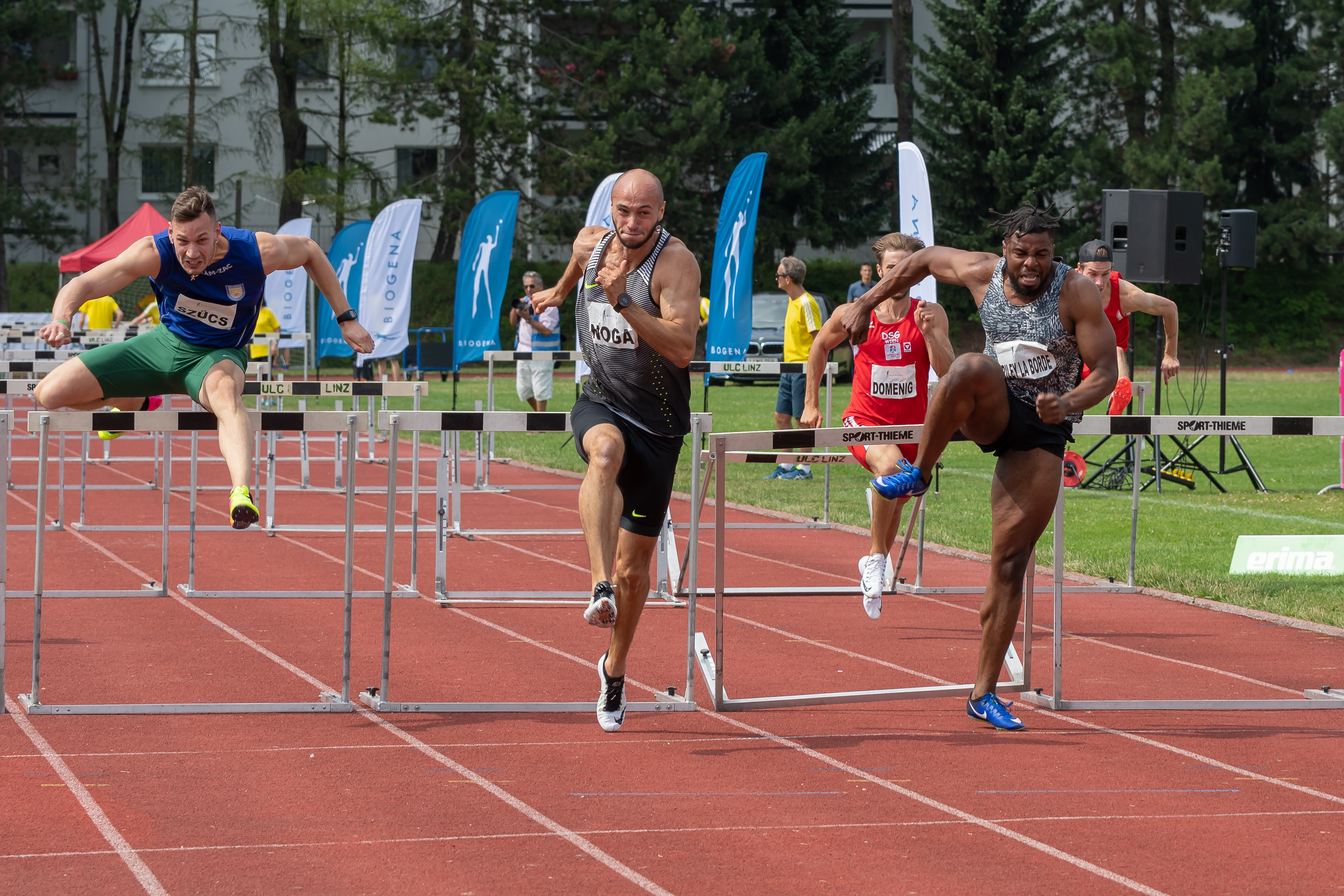
Valdó Szűcs (ganz links) – ausgeschieden als Vierter des dritten Halbfinals
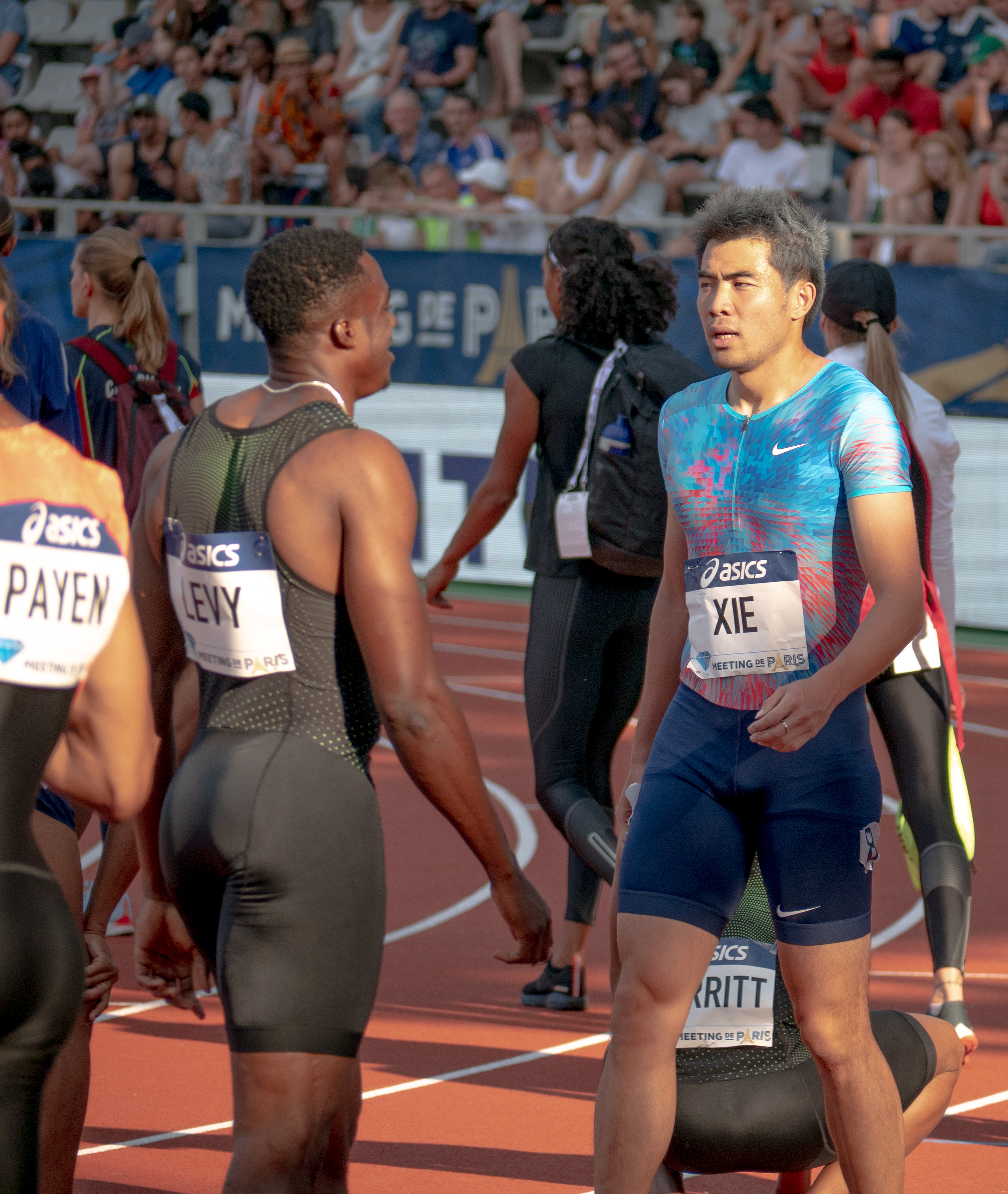
Xie Wenjun – ausgeschieden als Fünfter des dritten Halbfinals
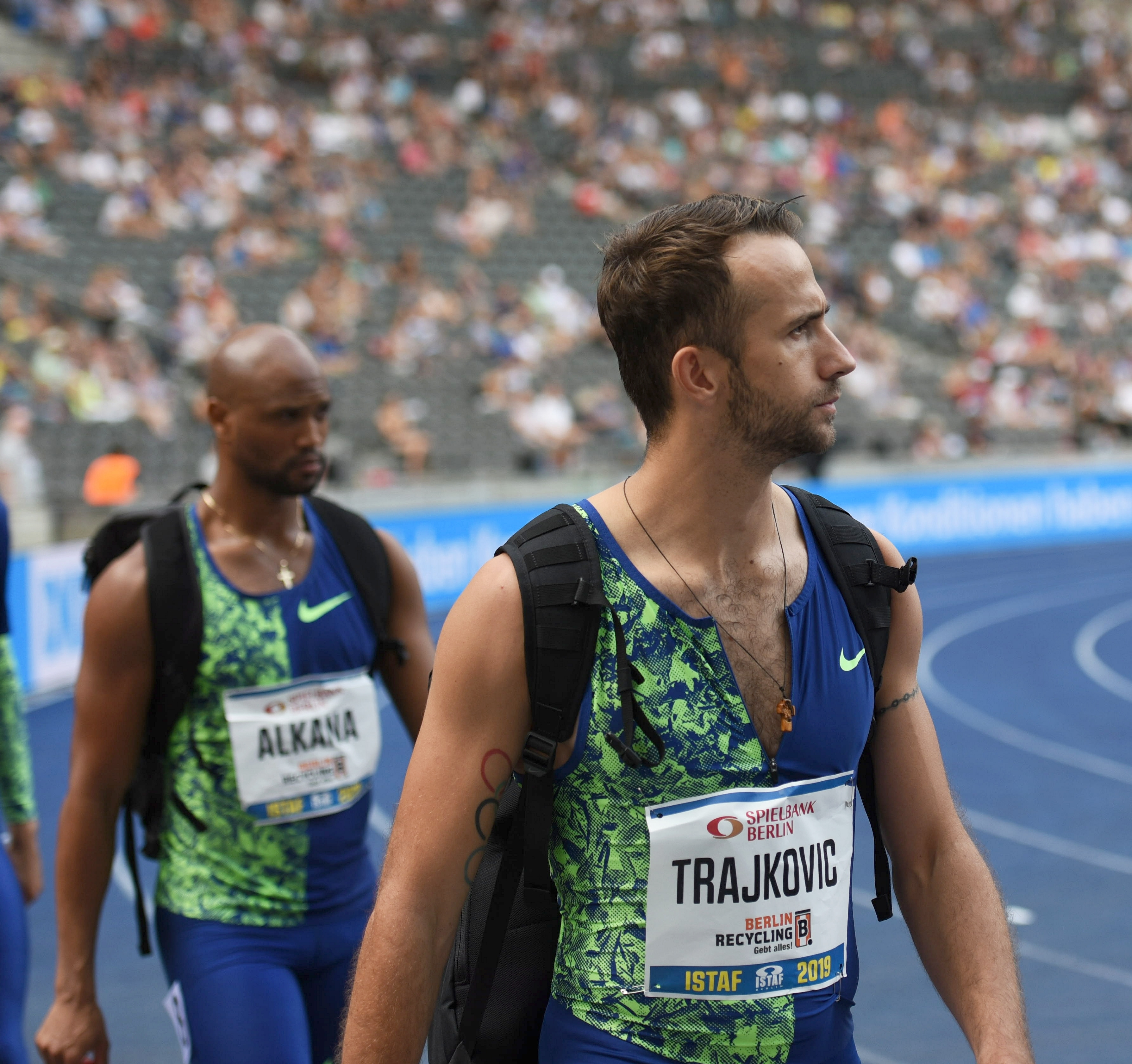
Milan Traikovits – ausgeschieden als Achter des dritten Halbfinals

4. August 2021, 11:16 Uhr (04:16 Uhr MESZ)
Wind: −0,1 m/s
| Platz | Name                    | Nation              | Zeit (s) |
| ----- | ----------------------- | ------------------- | -------- |
| 1     | Grant Holloway          | USA                 | 13,13    |
| 2     | Hansle Parchment        | Jamaika             | 13,23    |
| 3     | Shunsuke Izumiya        | Japan               | 13,35    |
| 4     | Valdó Szűcs             | Ungarn              | 13,40    |
| 5     | Xie Wenjun              | Volksrepublik China | 13,58    |
| 6     | Rafael Henrique Pereira | Brasilien           | 13,62    |
| 7     | David King              | Großbritannien      | 13,67    |
| 8     | Milan Traikovits        | Zypern              | 14,01    |

## Finale

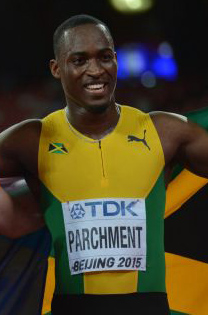
Hansle Parchment – überraschender Olympiasieger im Hürdensprint

5. August 2021, 11:55 Uhr (04:55 Uhr MESZ)
Wind: −0,5 m/s
| Platz | Name                    | Nation         | Zeit (s) | Anmerkung |
| ----- | ----------------------- | -------------- | -------- | --------- |
| 1     | Hansle Parchment        | Jamaika        | 13,04    | SB        |
| 2     | Grant Holloway          | USA            | 13,09    |           |
| 3     | Ronald Levy             | Jamaika        | 13,10    |           |
| 4     | Devon Allen             | USA            | 13,14    |           |
| 5     | Pascal Martinot-Lagarde | Frankreich     | 13,16    | SB        |
| 6     | Asier Martínez          | Spanien        | 13,22    | PB        |
| 7     | Andrew Pozzi            | Großbritannien | 13,30    |           |
| 8     | Aurel Manga             | Frankreich     | 13,38    |           |

Als eindeutiger Favorit ging der US-amerikanische Weltmeister und Weltjahresbeste Grant Holloway in dieses Rennen. Er hatte sowohl im Vorlauf als auch im Halbfinale die jeweils schnellsten Zeiten erzielt und seinen Halbfinallauf mit einer glatten Zehntelsekunde Vorsprung vor einem seiner am stärksten eingeschätzten Gegner, dem Jamaikaner Hansle Parchment, gewonnen. Seit August letzten Jahres hatte Holloway keinen Hürdensprint mehr verloren Aber dieser Wettbewerb birgt immer Risiken und Unsicherheiten in sich.
Bis zur fünften Hürde lief alles nach Plan für Holloway. Er lag mit fast einem Meter vorn und sah schon aus wie der sichere Sieger. Doch in der zweiten Hälfte dieses Rennens verlor er seinen Rhythmus, seine Souveränität kam ihm komplett abhanden. Ganz stark kam nun Hansle Parchment auf. An der zehnten und letzten Hürde lagen Holloway und Parchment nebeneinander an der Spitze. Der Jamaikaner nahm seinen Schwung mit ins Ziel und wurde in 13,04 Sekunden völlig überraschend Olympiasieger. Holloway konnte in 13,09 Sekunden mit einer Hundertstelsekunde Vorsprung vor dem zweiten Jamaikaner Ronald Levy gerade noch die Silbermedaille retten. Mit äußerst knappen Abständen folgten der US-Amerikaner Devon Allen als Vierter in 13,14 s und der französische Europameister Pascal Martinot-Lagarde in 13,16 s auf Platz fünf.

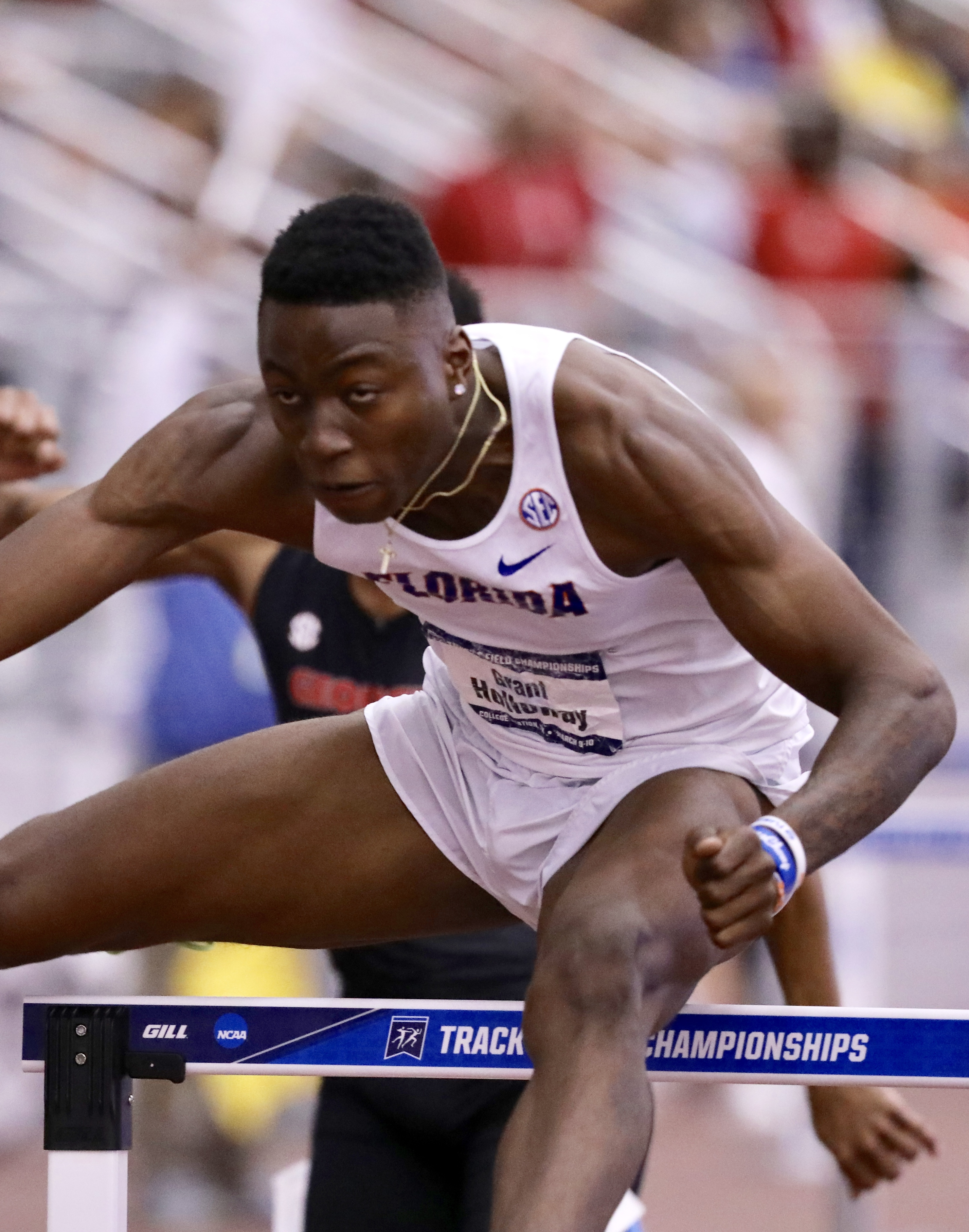
Grant Holloway – im Vorlauf und Halbfinale der jeweils schnellste Hürdensprinter, im Finale gab es Silber
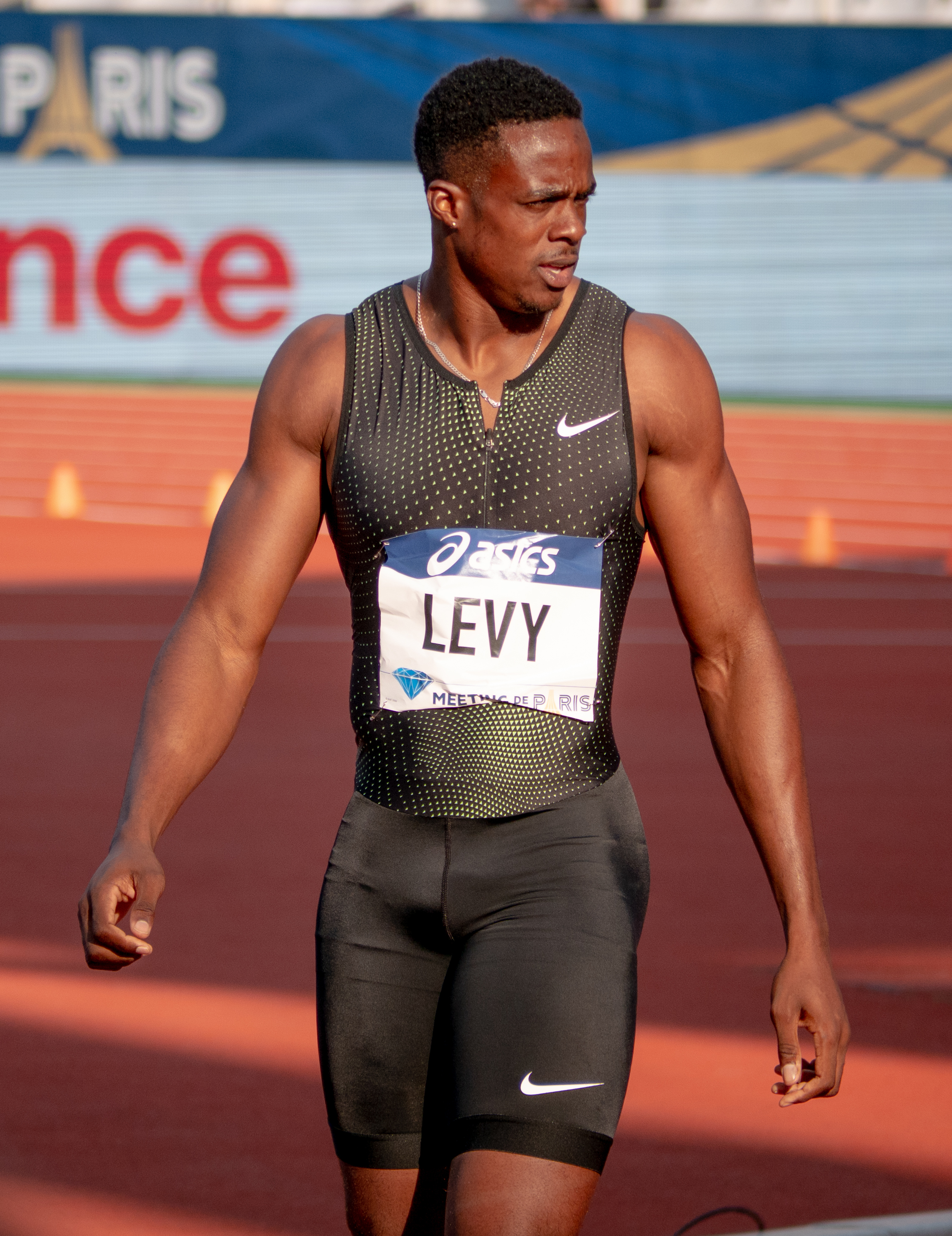
Bronzemedaillengewinner Ronald Levy

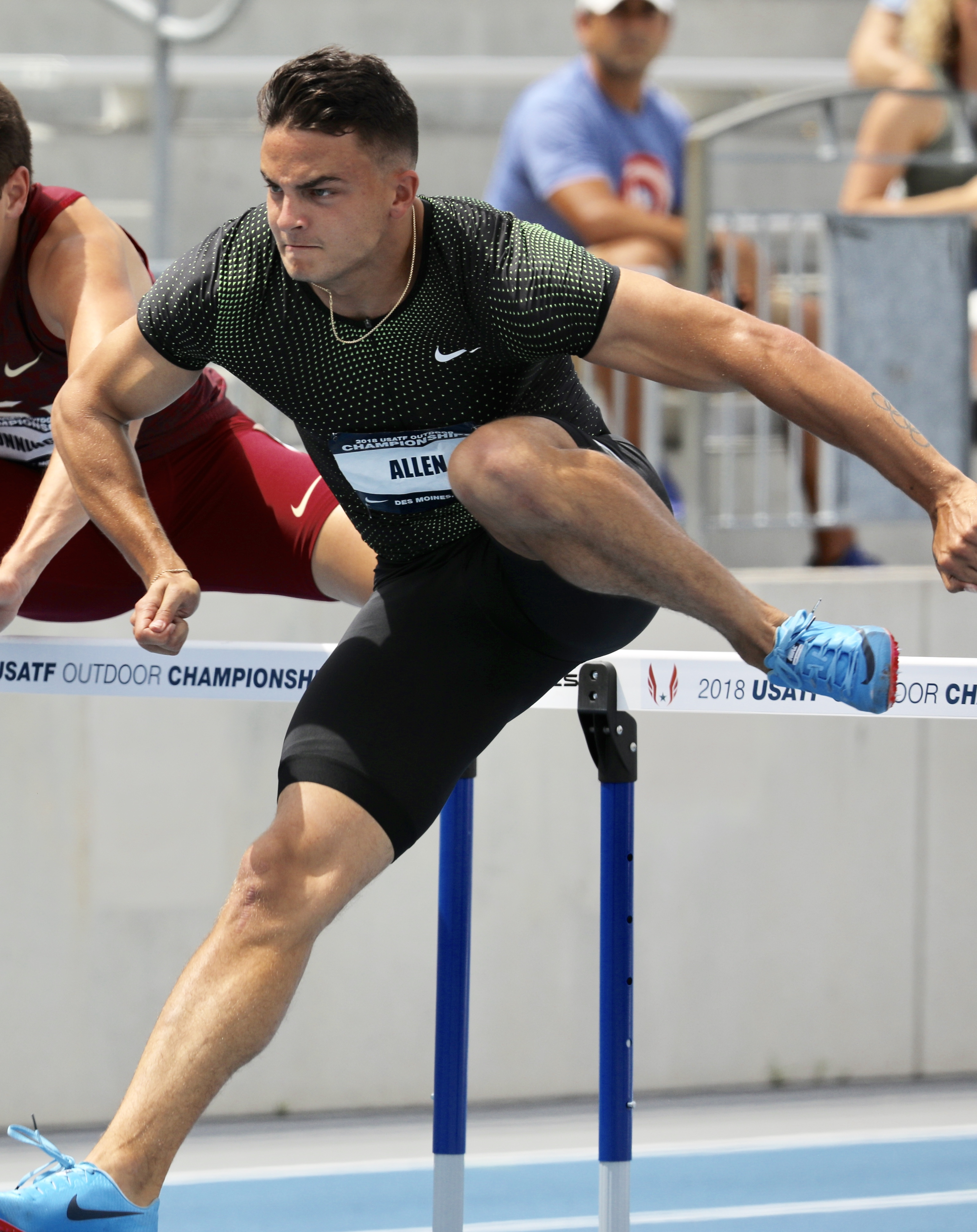
Um vier Hundertstelsekunden geschlagen belegte Devon Allen den vierten Rang
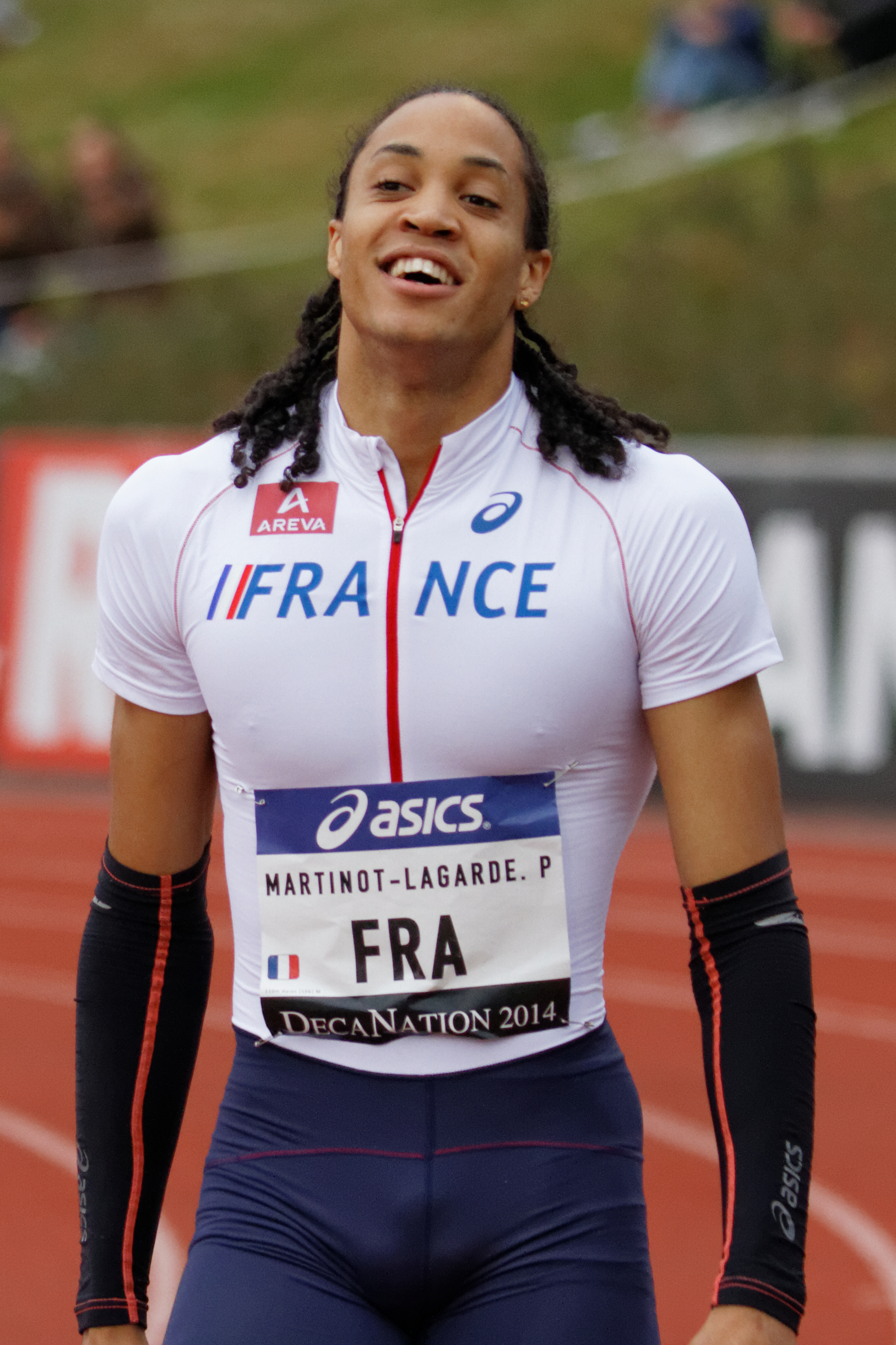
Patz fünf für den amtierenden Europameister Pascal Martinot-Lagarde
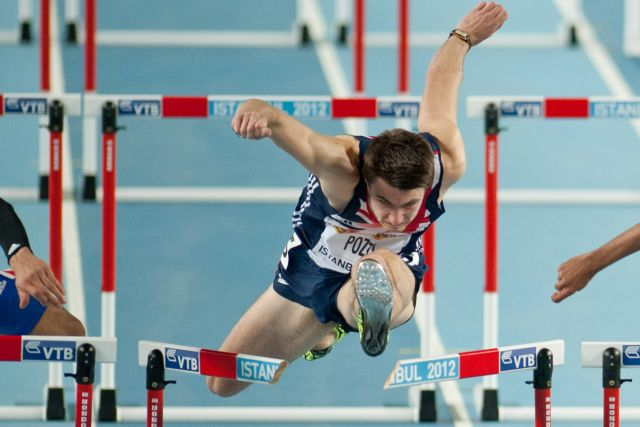
Andrew Pozzi kam auf den siebten Platz
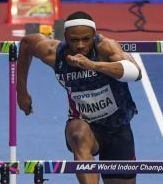
Der achtplatzierte Aurel Manga

## Videolinks
- Men's 110m Hurdles Final, Tokyo Replays, youtube.com, abgerufen am 20. Mai 2022
- Athletics Men's 110m Hurdles Semi-Finals - Full Replay, London 2012 Olympicsplays, youtube.com, abgerufen am 20. Mai 2022